# Перелыгина, Василиса Сергеевна
Василиса Сергеевна Перелыгина (род. 4 февраля 1996 года, Москва) — российская актриса. Наиболее известна благодаря роли Маши в драматическом фильме режиссёра Кантемира Балагова «Дылда».

## Биография
Родилась 4 февраля 1996 года в Москве. Отец — актёр Сергей Перелыгин.
Училась в Школе-студии МХАТ (курс Е. А. Писарева) и в ГИТИСе (курс С. И. Яшина). В 2019 году окончила ВГИК им. С. А. Герасимова (мастерская С. А. Соловьёва).
В 2019 году сыграла одну из главных ролей в фильме «Дылда», за которую получила премии кинофестивалей в Турине, Лиссабоне и на Сахалине, а также была номинирована на премию «Белый слон» в категории «Лучшая главная женская роль».
Участвовала в спектакле «Будущее.doc» Театра.doc.
С 2019 года работает в Театре на Малой Бронной.

## Театральные работы
Московский драматический театр на Малой Бронной
- «Женщина-змея» К. Гоцци — Бендредин, Кансаде, Альцина
- «Норма» В. Сорокин — Татьяна, Эра
- «Бесы Достоевского» Ф. Достоевский — Лиза

Театр.doc
- «Будущее.doc»

Офелия в "Гамлет in Moscow"

## Фильмография
| Год  |    | Название                | Роль               |
| ---- | -- | ----------------------- | ------------------ |
| 2015 | с  | Красные браслеты        | одноклассница Димы |
| 2017 | с  | А у нас во дворе...     | Таня               |
| 2017 | тф | Королева при исполнении | Светлана Мазурова  |
| 2019 | ф  | Дылда                   | Маша               |
| 2023 | с  | Кеша должен умереть     | Алла               |